# William H. Macy
William Hall Macy, Jr. (n. 13 martie 1950, Miami, Florida, SUA) este un actor, scenarist și regizor american. Joacă de regulă în filme independente.
Macy a câștigat două Premii Emmy și două SAG, fiind nominalizat în 1997 la Premiul Oscar pentru cel mai bun actor în rol secundar pentru rolul său din Fargo.

## Legături externe
Materiale media legate de William H. Macy la Wikimedia Commons
- William H. Macy la Internet Movie Database